# Pithecellobium steyermarkii
Pithecellobium steyermarkii är en ärtväxtart som beskrevs av Robert Walter Schery. Pithecellobium steyermarkii ingår i släktet Pithecellobium och familjen ärtväxter. Inga underarter finns listade i Catalogue of Life.